# Абделькрім Бааді
Абделькрім Бааді (араб. عبد الكريم باعدي, нар. 14 квітня 1996, Агадір) — марокканський футболіст, лівий захисник клубу «Ренессанс Беркан» і національної збірної Марокко.

## Клубна кар'єра
У дорослому футболі дебютував 2016 року виступами за команду «Атлетіко» з рідного Агадіра, в якій провів чотири сезони, взявши участь у 59 матчах чемпіонату. 
2020 року перейшов до команди «Ренессанс Беркан».

## Виступи за збірну
2019 року дебютував в офіційних матчах у складі національної збірної Марокко.
У складі збірної був учасником Кубка африканських націй 2019 року в Єгипті, на якому залишався гравцем резерву і на поле в іграх турніру не виходив.
| Дата      | Місто    | Господарі | Результат | Гості   | Турнір                                  | Голи | Примітки |
| --------- | -------- | --------- | --------- | ------- | --------------------------------------- | ---- | -------- |
| 22-3-2019 | Блантайр | Малаві    | 0 – 0     | Марокко | Відбір до Кубка африканських націй 2019 | -    | 74'      |
| 12-6-2019 | Марракеш | Марокко   | 0 – 1     | Гамбія  | товариський матч                        | -    | 75'      |
| 10-9-2019 | Марракеш | Марокко   | 1 – 0     | Нігер   | товариський матч                        | -    | 71'      |
| Усього    |          | Матчів    | 3         |         | Голів                                   | 0    |          |

## Титули і досягнення
- Переможець Чемпіонату африканських націй: 2020